# Terry Holladay
Terry Holladay (née le 28 novembre 1955 à Charlotte en Caroline du Nord) est une joueuse de tennis américaine, professionnelle du milieu des années 1970 à 1987.
À trois reprises, elle a atteint les huitièmes de finale en simple dans les tournois du Grand Chelem.
Pendant sa carrière, Terry Holladay a remporté trois titres WTA en double dames, outre six finales perdues en simple.

## Palmarès

### Titre en simple dames
| No | Date       | Nom et lieu du tournoi                        | Catégorie | Dotation | Surface    | Finaliste     | Score    |  |
| -- | ---------- | --------------------------------------------- | --------- | -------- | ---------- | ------------- | -------- |  |
| 1  | 05-01-1976 | Pacific Coast Indoors Championships, Portland |           | NC       | Dur (int.) | Mona Guerrant | 6-3, 6-4 |  |

### Finales en simple dames
| No | Date       | Nom et lieu du tournoi                          | Catégorie | Dotation  | Surface         | Vainqueure         | Score         |          |
| -- | ---------- | ----------------------------------------------- | --------- | --------- | --------------- | ------------------ | ------------- | -------- |
| 1  | 12-05-1975 | Coca-Cola British HC Championships, Bournemouth |           | NC        | Terre (ext.)    | Janet Newberry     | 7-9, 7-5, 6-3 | Parcours |
| 2  | 02-06-1975 | Rothmans Championships, Chichester              |           | NC        | Gazon (ext.)    | Greer Stevens      | 6-7, 6-4, 6-3 |          |
| 3  | 07-03-1977 | Virginia Slims of Dallas, Dallas                |           | 100 000 $ | Moquette (int.) | Sue Barker         | 6-1, 7-6      | Parcours |
| 4  | 08-09-1980 | Toray Sillook Open, Tokyo                       |           | 175 000 $ | Dur (ext.)      | Billie Jean King   | 7-5, 6-4      | Parcours |
| 5  | 10-09-1984 | Ginny of Utah, Salt Lake City                   |           | NC        | Dur (ext.)      | Yvonne Vermaak     | 6-1, 6-2      | Parcours |
| 6  | 31-12-1984 | Ginny Championships, Port Sainte-Lucie          |           | NC        | Dur (int.)      | Catarina Lindqvist | 6-3, 6-1      | Parcours |

### Titres en double dames
| No | Date       | Nom et lieu du tournoi                 | Catégorie | Dotation  | Surface      | Partenaire        | Finalistes                    | Score         |          |
| -- | ---------- | -------------------------------------- | --------- | --------- | ------------ | ----------------- | ----------------------------- | ------------- | -------- |
| 1  | 01-06-1981 | Kentish Times Tournament Beckenham     |           | 14 500 $  | Gazon (ext.) | Pam Shriver       | Elizabeth Little Sue Saliba   | 7-5, 6-4      | Parcours |
| 2  | 10-06-1985 | Edgbaston Cup Birmingham               |           | 125 000 $ | Gazon (ext.) | Sharon Walsh-Pete | Elise Burgin Alycia Moulton   | 6-4, 5-7, 6-3 | Parcours |
| 3  | 14-07-1986 | Virginia Slims of Newport Newport (RI) |           | 150 000 $ | Gazon (ext.) | Heather Ludloff   | Cammy MacGregor Gretchen Rush | 6-1, 6-7, 6-3 | Parcours |

### Finale en double dames
| No | Date       | Nom et lieu du tournoi       | Catégorie   | Dotation | Surface    | Vainqueures                | Partenaire      | Score    |          |
| -- | ---------- | ---------------------------- | ----------- | -------- | ---------- | -------------------------- | --------------- | -------- | -------- |
| 1  | 17-09-1984 | Ginny of San Diego San Diego | VS Tour C1+ | 50 000 $ | Dur (ext.) | Betsy Nagelsen Paula Smith | Iwona Kuczyńska | 6-2, 6-4 | Parcours |

## Parcours en Grand Chelem

### En simple dames
| Année | Open d'Australie (janvier) | Open d'Australie (janvier) | Internationaux de France | Internationaux de France | Wimbledon       | Wimbledon        | US Open         | US Open          | Open d'Australie (décembre) | Open d'Australie (décembre) |
| ----- | -------------------------- | -------------------------- | ------------------------ | ------------------------ | --------------- | ---------------- | --------------- | ---------------- | --------------------------- | --------------------------- |
| 1975  | -                          | -                          | -                        | -                        | 1er tour (1/64) | R. Whitehouse    | 1er tour (1/32) | Natasha Chmyreva | n/a                         | n/a                         |
| 1976  | -                          | -                          | -                        | -                        | 3e tour (1/16)  | Rosie Casals     | 4e tour (1/8)   | Rosie Casals     | n/a                         | n/a                         |
| 1977  | -                          | -                          | -                        | -                        | 4e tour (1/8)   | M. Navrátilová   | 2e tour (1/32)  | Joanne Russell   | -                           | -                           |
| 1978  | n/a                        | n/a                        | -                        | -                        | 3e tour (1/16)  | Dianne Fromholtz | 1er tour (1/64) | Betty Stöve      | -                           | -                           |
| 1979  | n/a                        | n/a                        | -                        | -                        | -               | -                | 3e tour (1/16)  | Greer Stevens    | -                           | -                           |
| 1980  | n/a                        | n/a                        | -                        | -                        | 4e tour (1/8)   | Tracy Austin     | -               | -                | -                           | -                           |
| 1981  | n/a                        | n/a                        | -                        | -                        | 1er tour (1/64) | Glynis Coles     | -               | -                | -                           | -                           |
| 1983  | n/a                        | n/a                        | -                        | -                        | -               | -                | 3e tour (1/16)  | Kathy Jordan     | -                           | -                           |
| 1984  | n/a                        | n/a                        | -                        | -                        | 1er tour (1/64) | Susan Leo        | 2e tour (1/32)  | Chris Evert      | -                           | -                           |
| 1985  | n/a                        | n/a                        | 1er tour (1/64)          | Carina Karlsson          | 2e tour (1/32)  | Manuela Maleeva  | 1er tour (1/64) | Lilian Drescher  | 1er tour (1/32)             | K. Skronská                 |
| 1986  | n/a                        | n/a                        | 1er tour (1/64)          | Katerina Maleeva         | -               | -                | 1er tour (1/64) | Pam Shriver      | n/a                         | n/a                         |
| 1987  | 1er tour (1/64)            | Belinda Cordwell           | 1er tour (1/64)          | Dianne Balestrat         | 1er tour (1/64) | Laura Garrone    | -               | -                | n/a                         | n/a                         |

À droite du résultat, l’ultime adversaire.

### En double dames
| Année | Open d'Australie (janvier)  | Open d'Australie (janvier) | Internationaux de France     | Internationaux de France  | Wimbledon                   | Wimbledon                   | US Open                      | US Open                  | Open d'Australie (décembre) | Open d'Australie (décembre) |
| ----- | --------------------------- | -------------------------- | ---------------------------- | ------------------------- | --------------------------- | --------------------------- | ---------------------------- | ------------------------ | --------------------------- | --------------------------- |
| 1975  | -                           | -                          | -                            | -                         | 3e tour (1/8) Carrie Meyer  | Chris Evert Navrátilová     | -                            | -                        | n/a                         | n/a                         |
| 1976  | -                           | -                          | -                            | -                         | 1er tour (1/32)             | B. Nagelsen J. Russell      | 3e tour (1/8) Paula Smith    | Sue Barker N. Chmyreva   | n/a                         | n/a                         |
| 1977  | -                           | -                          | -                            | -                         | 1er tour (1/32) Kathy May   | F. Dürr Virginia Wade       | 2e tour (1/16) Paula Smith   | Navrátilová Betty Stöve  | -                           | -                           |
| 1978  | n/a                         | n/a                        | -                            | -                         | 2e tour (1/16) Paula Smith  | P. Bostrom Kym Ruddell      | 2e tour (1/16) R. Richards   | Tanya Harford Anne Hobbs | -                           | -                           |
| 1980  | n/a                         | n/a                        | -                            | -                         | 2e tour (1/16) D. Fromholtz | Greer Stevens Virginia Wade | -                            | -                        | -                           | -                           |
| 1982  | n/a                         | n/a                        | -                            | -                         | 1er tour (1/32) Lele Forood | Debbie Jevans E. Jones      | -                            | -                        | -                           | -                           |
| 1983  | n/a                         | n/a                        | -                            | -                         | -                           | -                           | 2e tour (1/16) Kathy O'Brien | Navrátilová Pam Shriver  | -                           | -                           |
| 1984  | n/a                         | n/a                        | -                            | -                         | 1er tour (1/32) Kim Jones   | S. Cecchini S. Simmonds     | 2e tour (1/16) I. Kuczyńska  | Rosie Casals Wendy White | -                           | -                           |
| 1985  | n/a                         | n/a                        | 2e tour (1/16) Mima Jaušovec | S. Cecchini Laura Arraya  | 3e tour (1/8) Mima Jaušovec | Navrátilová Pam Shriver     | 1er tour (1/32) Linda Howell | Anne Minter E. Minter    | 2e tour (1/8) H. Ludloff    | Kohde-Kilsch Helena Suková  |
| 1986  | n/a                         | n/a                        | 1er tour (1/32) Hetherington | Iva Budařová M. Skuherská | -                           | -                           | 1er tour (1/32) Sharon Walsh | A. Holíková R. Maršíková | n/a                         | n/a                         |
| 1987  | 1er tour (1/16) Paula Smith | Navrátilová Pam Shriver    | 1er tour (1/32) N. Schutte   | A. Betzner C. Singer      | -                           | -                           | 1er tour (1/32) Paula Smith  | Elna Reinach M. Reinach  | n/a                         | n/a                         |

Sous le résultat, la partenaire ; à droite, l’ultime équipe adverse.

### En double mixte
| Année | Open d'Australie (janvier), | Open d'Australie (janvier), | Internationaux de France | Internationaux de France | Wimbledon                     | Wimbledon                  | US Open                       | US Open                    | Open d'Australie (décembre), | Open d'Australie (décembre), |
| ----- | --------------------------- | --------------------------- | ------------------------ | ------------------------ | ----------------------------- | -------------------------- | ----------------------------- | -------------------------- | ---------------------------- | ---------------------------- |
| 1975  | n/a                         | n/a                         | -                        | -                        | 2e tour (1/16) John Holladay  | Rosie Casals Bob Hewitt    | 1er tour (1/16) Peter Fleming | Rosie Casals Dick Stockton | n/a                          | n/a                          |
| 1976  | n/a                         | n/a                         | -                        | -                        | 1er tour (1/32) John Holladay | Marise Kruger L. Sosnowski | -                             | -                          | n/a                          | n/a                          |
| 1977  | n/a                         | n/a                         | -                        | -                        | 1er tour (1/32) John Holladay | Judy Tegart Neale Fraser   | -                             | -                          | n/a                          | n/a                          |
| 1978  | n/a                         | n/a                         | -                        | -                        | -                             | -                          | 2e tour (1/16) Bill Smith     | F. Dürr A. Amritraj        | n/a                          | n/a                          |

Sous le résultat, le partenaire ; à droite, l’ultime équipe adverse.

## Parcours aux Masters

### En simple dames
| # | Date       | Nom de l'édition                          | ($)     | Surface         | Résultat          | Ultime adversaire | Score    |          |
| - | ---------- | ----------------------------------------- | ------- | --------------- | ----------------- | ----------------- | -------- | -------- |
| 1 | 12/04/1976 | Virginia Slims Championships, Los Angeles | 150 000 | Moquette (int.) | Qual. Round Robin | Rosie Casals      | 7-6, 6-3 | Parcours |

### En double dames
| # | Date       | Nom de l'édition          | ($)     | Surface | Résultat      | Partenaire | Ultimes adversaires          | Score    |          |
| - | ---------- | ------------------------- | ------- | ------- | ------------- | ---------- | ---------------------------- | -------- | -------- |
| 1 | 04/04/1977 | Bridgestone Doubles Tokyo | 100 000 |         | 1/4 de finale | Kathy May  | Françoise Dürr Virginia Wade | 7-6, 6-1 | Parcours |

## Classements WTA

### Classements en simple en fin de saison
| Année | 1983 | 1986 | 1987 |
| Rang  | 75   | 103  | 312  |

Source : (en) « Classements de Terry Holladay », sur le site officiel du WTA Tour